# Tania Ramírez
Tania Estefany Ramírez García (San Ignacio, 21 de marzo de 1991) es una contadora pública y política peruana. Es congresista de la república por Cajamarca para el periodo 2021-2026.

## Biografía
Ramírez cuenta con una maestría en Gestión Pública de la Universidad César Vallejo. Fue fundadora, entre 2017 y 2018, del Movimiento Independiente Súmate Campesino.

### Congresista
Fue elegida como congresista de la república por Cajamarca, con 2847 votos, para el periodo parlamentario 2021-2026 como miembro del partido fujimorista Fuerza Popular.
En sus primeros ocho meses y medio de gestión, realizó quince proyectos de ley, de los cuales se publicó uno para «priorizar la comercialización del guano de isla para el crecimiento sostenido de la agricultura familiar». También se encargó de la construcción del Hospital II-1 de San Ignacio, a cargo del gobernador regional Mesías Guevara.
En 2022 se encargó de fundar la Universidad Nacional Tecnológica de Frontera San Ignacio de Loyola, con el Proyecto de Ley 1228. Al año siguiente, propuso la modificación de la normativa de la Policía Nacional del Perú para permanecer en el cargo durante un mínimo de dos años.

## Controversias
Tania Ramírez ganó fama por el uso de redes sociales, específicamente TikTok. Además, según la revista Hildebrandt en sus Trece, Ramírez fue denunciada por hurto en un centro comercial, en que el personal de seguridad la detuvo cuando intentaba salir con varios productos sin pagar, y agresión física en una vivienda.
Es defensora de la Constitución de 1993 y fue una de las pocas congresistas departamentales que votó a favor en la primera moción de vacancia contra Pedro Castillo. Mostró una postura contra la izquierda política al criticar a la Defensoría del Pueblo y a la congresista Susel Paredes. Ramírez aludió de «caviar» a Paredes en una sesión parlamentaria, y a las personas que no entran en su concepto de «demócratas». Su radicalismo se visibilizó cuando solicitó a exmandatario, Pedro Castillo, en desuscribirse de la Corte Interamericana de Derechos Humanos.
En marzo de 2023, Ramírez denunció públicamente a Juliana Oxenford en su programa de televisión en vivo por supuestamente permitir que su esposo «facture con el Estado cuando estaba Martín Vizcarra en el 2019» por casi medio millón de soles. Ramírez compartió el caso sobre Milovan Radovic, quien estuvo involucrado en la iniciativa Reactiva Perú. El suceso fue viralizado, incluso la congresista fue invitada minutos después en el programa Beto a saber, de Willax, para extender sus declaraciones y recibir el apoyo de su conductor, Beto Ortiz. Oxenford calificó el incidente como un «ring del box».